# Billy Adams (Rockabilly-Musiker)
Billy Adams (* 6. März 1940 in Redbush, Kentucky, als Willie Murray Adams; † 30. März 2019 in Westmoreland, Tennessee) war ein US-amerikanischer Rockabilly-Musiker. Adams ist der Rockabilly-Szene durch eine Reihe von Singles in den 1950er-Jahren bekannt.

## Leben

### Kindheit und Jugend
Willie Murray Adams wurde 1940 im ländlichen Kentucky geboren, wo er auch aufwuchs. Starke musikalische Einflüsse waren Bill Monroe, Jimmie Rodgers, die Carter Family, Merle Travis und Moon Mullican, die er übers Radio hörte. Auch die Grand Ole Opry aus Nashville prägte ihn. Adams Vater arbeitete in den Minen der Region, während seine Mutter ihn und die anderen 13 Kinder aufzog. Da die Familie nur wenig Geld hatte, konnte sie sich keine Instrumente leisten; erst, als die Familie ins Greenup County, Kentucky, zog, bekam Adams von seinem Vater eine Gitarre.

### Karriere
Adams war erstmals bereits im Jahr 1952 mit zwölf Jahren über den Sender WCMI in Ashland zu hören. Zwei Jahre später hörte Adams erstmals etwas von dem jungen Elvis Presley, der mit seiner „neuen Musik“, dem Rockabilly, durch die Südstaaten der USA tourte und die gesamte Musikwelt dort durcheinanderbrachte. Adams war von dem starken Rhythmus fasziniert, den er auch in seinem eigenen Gitarrenspiel wiederfand, da er und sein Bruder als Kinder ihren Gesang mit dem Schlagen auf Eimern begleitet hatten. Adams (Gesang/Gitarre) gründete zusammen mit seinem Bruder Charles (E-Gitarre) und Curtis May (Bass) die Rock & Roll Boys, die in der Umgebung spielten.
Adams hatte den Song Rock, Pretty Mama geschrieben, der von dem Musiker Luke Gordon gehört wurde. Er förderte die Band und im Herbst 1955 reisten Adams und die Rock & Roll Boys nach Cincinnati, Ohio, wo sie den Song aufnahmen. Gordon veröffentlichte ihn jedoch erst zwei Jahre später, im Jahr 1957, auf seinem kleinen Quincy-Label mit seinem eigenen Song Don’t Cramp My Style auf der B-Seite. Schnell wurde die Band bekannter und es folgten Touren durch den Mittleren Westen. Zu einem vereinbarten Vorspiel bei Sun Records in Memphis, Tennessee, kam es jedoch nicht, da Adams’ Auto kaputt war und er sich nicht die Reparatur leisten konnte.
1957 wurden Adams und seine Band von Glenn McKinney, Besitzer von Nau-Voo Records, im 440 Club in Portsmouth, Ohio, entdeckt, der eine Aufnahmesession in einem kleinen Garagenstudio organisierte. Durch Kontakte KcKinneys erschien die eingespielte Single You Heard Me Knocking / True Love Will Come Your Way im Januar 1958 bei Dot Records, kam jedoch nicht in die Charts. Zwischen 1958 und 1959 spielten Adams und seine Band, jetzt Rock-a-Teers, für Nau-Voo drei weitere Singles ein, darunter den Song You Gotta Have a Duck Tail. Trotz regelmäßiger Auftritte, Tourneen und guten Bewertungen von Billboard und Cashbox wollte der große Erfolg für Adams nicht kommen.
Frustriert durch den Misserfolg lösten sich die Rock-a-Teers 1959 auf. Obwohl Adams 1961 Plattenverträge mit Fern Records und 1964 mit Spider Records hatte, blieb der Charterfolg aus. Er widmete sich als Pfarrer der Religion und der Gospelmusik. Er lernte Klavier zu spielen und verband so sein Amt mit der Musik.

### Rockabilly-Revival
In den 1980er-Jahren tauchten Adams‘ Songs wieder auf Kompilationen von Bear Family Records und Ace Records auf, wodurch seine Musik erstmals einem größeren und teilweise auch jüngeren Publikum bekannt wurde. Viele verwechselten ihn jedoch mit einem anderen, 1984 verstorbenen Musiker, der ebenfalls Billy Adams hieß. 1998 räumte Adams mit diesem Gerücht auf, indem er in den Sun Studios an der Union Avenue in Memphis sein erstes Album einspielte, das 2000 bei Screen Door Records erschien und innerhalb der Musikwelt viel positive Kritik bekam.
Kurz nach dem Erscheinen des Albums wurde Adams in die Rockabilly Hall of Fame aufgenommen und begann, auf internationalen Festen aufzutreten. Seitdem war Adams mit den New Rock-a-Teers auf Festivals wie dem Hemsby Rock’n’Roll Weekend, dem Viva Las Vegas Rockabilly Festival oder dem Americana International Festival weltweit vertreten und trat bis zuletzt auf. Eine Originalplatte von Rock, Pretty Mama ist laut dem „Official Price Guide to Records“ zwischen 1500 und 2000 US-Dollar wert.

## Diskografie

### Singles
| 1957                    | Rock, Pretty Mama / Don’t Cramp My Style (B-Seite von Luke Gordon) | Quincy 932    |
| 1958                    | You Heard Me Knocking / True Love Will Come Your Way               | Dot 45-15689  |
| 1958                    | You Gotta Have a Duck Tail / Walking Star                          | Nau-Voo 802   |
| 1959                    | That’s My Baby / Return of the All American Boy                    | Nau-Voo 805   |
| 1959                    | The Fun House / Blue-Eyed Ella                                     | Nau-Voo 808   |
| 1961                    | Tender Years / Darling Take My Hand                                | Fern 807      |
| 1961                    | Tattle Tale / Born to Be a Loser                                   | Fern 808      |
| 1961                    | Rip Van Winkle / Sleep Baby Sleep                                  | Fern 812      |
| 1961                    | Comic Strip / Call Me                                              | Fern 813      |
| 1964                    | Holding Hands / You Satisfy                                        | Spider N-14/5 |
| 1964                    | Silly Feeling / Are You Mad at Me                                  | Spider N-16/7 |
| 1965                    | Marie / Blue and Grey                                              | Jo-Mar 7-102  |
| Unveröffentlichte Titel |                                                                    |               |
| 1957                    | - Rock, Pretty Mama (alt. Version)                                 |               |
| 1959                    | - Keep the Flag Waving                                             |               |
| 1964                    | - Bird Dog                                                         |               |

### Alben
- 2000: Legacy (Screen Door)
- 2002: Rockin’ Thru the Years – 1955–2002 (Castle, UK)